# Yvrandes
Yvrandes település Franciaországban, Orne megyében. Lakosainak száma 155 fő (2018. január 1.). Yvrandes Tinchebray, Beauchêne és Saint-Cornier-des-Landes községekkel határos.

## Népesség
A település népessége az elmúlt években az alábbi módon változott:
| Lakosok száma | 157  | 156  | 155  |
|               | 2015 | 2017 | 2018 |